# Anton – Das Mäusemusical
Anton – Das Mäusemusical ist ein Musical von Gertrud Pigor, Thomas Pigor und Jan-Willem Fritsch für Kinder ab 6 Jahren. 

## Die Handlung
Unter dem Wohnzimmersofa der Familie Hoffmann wohnen drei Mäusebrüder zusammen mit ihrer Freundin, der Spinne. Es ist kurz vor Weihnachten und die drei freuen sich auf das Fest. Franz, der Sportliche, trainiert eifrig, Willi hat nur das leckere Essen im Kopf und Anton, der Jüngste, übt fleißig auf seiner Geige. Alles wäre gut, wenn die drei Brüder nicht den Wunschzettel des Kindes der Familie an das Christkind entdeckt hätten, auf dem steht: Ich wünsche mir nichts sehnlicher als eine Katze.
Das Weihnachtsfest scheint auf eine Katastrophe hinauszulaufen, als auch noch Tante Lizzy aus Berlin mit gepackten Koffern vor der Tür steht, um ihre Neffen zu besuchen. Durch Tante Lizzys Unvorsichtigkeit werden die Mäuse entdeckt. Eine Falle mit leckerem Käse wird aufgestellt, ein gefährlicher Staubsauger wird unter das Sofa geschoben und schließlich taucht auch noch eine leibhaftige Katze auf. Doch Anton rettet die Situation mit seiner Geige.

## Das Stück
Das Musical wurde von Gertrud Pigor und Thomas Pigor gemeinsam verfasst, die Komposition stammt von Jan-Willem Fritsch. Die Musik der zehn Songs ist geprägt von einem lockeren Swing-Stil mit eingängigen Melodien und griffigen Hooklines.
Die Inszenierungen arbeiten häufig mit Größenunterschieden: Die Mäusedarsteller stehen überdimensionierten Streichholzschachteln, Steckdosen und Sofafedern gegenüber. Auch der riesige Staubsauger wird in den verschiedenen Inszenierungen eindrucksvoll dargestellt. 
Neben der Besetzung mit kleiner Swing-Band wird das Stück auch als Halb-Playback aufgeführt. 

## Inszenierungen
Das Stück wurde 2004 unter der Regie von Gertrud Pigor im Theater Konstanz uraufgeführt. Im Laufe der Jahre wurde es an die dreißig Mal nachinszeniert und hat sich zu einem Klassiker unter den Familienstücken entwickelt. Die jüngsten Inszenierungen gab es 2023 im Theater Baden-Baden und an der Württembergischen Landesbühne Esslingen.

## Reaktionen
Ein Weihnachtsspaß, der sein Zielpublikum ernst nimmt. (Südkurier Konstanz, 30.11.04)
Ein wunderschönes Weihnachtstheaterstück, das die 'Zeit der Ruhe und Besinnung' einmal anders beleuchtet. (Neuburger Rundschau, 13.10.05)
Hintergründiger Humor, eine ordentliche Portion Spannung, einige sehr gelungene Lieder mit originellen Texten und ein paar Spezialeffekte – die Inszenierung ist eine runde Sache. (Schleswiger Nachrichten, 20.11.10)
Kurzweiliger drohten Mäuse noch nie wegen einer Katze vor die Hunde zu gehen. (Tiroler Tageszeitung am Sonntag, 15.11.15)

## Songs
- Eine Maus muss flink sein (Anton / Willi / Franz)
- Das Wunderkind (Anton / Willi / Franz)
- Weihnachten mmmh (Willi)
- Eine Maus hält niemand auf (Franz)
- K K K Katzen (Spinne / Franz / Willi)
- Juhu Tante Lizzy ist da  (Tante Lizzy / Anton / Willi / Franz)
- Ja oder Nein (Willi)
- Die Mäuse von Berlin (Tante Lizzy / Anton / Willi / Franz)
- Weihnachtsmärchen (Spinne)
- Katzenmusik (Alle)